# Pomatostomus superciliosus
Pomatostomus superciliosus là một loài chim trong họ Pomatostomidae.